# Orquestra Feminina de Auschwitz
Orquestra Feminina de Auschwitz ou Orquestra de Meninas de Auschwitz foi uma orquestra de mulheres existente no campo de concentração de Auschwitz, criada em junho de 1943 por uma professora de música polonesa, Zofia Czajkowska, por ordem da SS. As integrantes eram jovens prisioneiras do campo, a maioria delas judias, cuja participação na orquestra as impediu de serem enviadas às câmaras de gás ou aos trabalhos forçados até a morte. Com o tempo, Czajkowska foi substituída no comando da orquestra por Alma Rosé, sobrinha do compositor austríaco Gustav Mahler, que, antes de ser aprisionada em Auschwitz, era maestra de uma orquestra feminina em Viena. Rosé morreu no campo por envenenamento.
A orquestra tocava nos portões do campo quando os grupos de prisioneiros saíam para trabalhar e quando voltavam. Durante os últimos momentos do Holocausto, quando as deportações em massa de judeus da Europa Oriental ocorriam e um grande número de judeus que chegavam ao campo eram enviados diretamente às câmaras de gás, a orquestra era obrigada a tocar para acalmar os espíritos dos condenados. A música preservava a ilusão de que os prisioneiros seriam transportados para o Leste e permitiam à SS matar com mais eficiência e rapidez. :184
Em 1 de novembro de 1944, as integrantes judias da orquestra foram levadas num vagão de gado para Bergen-Belsen, onde não havia nem orquestras nem privilégios. Em 18 de janeiro de 1945, dias antes da libertação de Auschwitz pelos soviéticos, as integrantes não-judias, incluindo várias polonesas, foram levadas para Ravensbruck. Poucas delas sobreviveram.:198